# Беллоуз, Джон
Джон Томас Беллоуз (18 января 1831 года — 5 мая 1902 года) — издатель, лексикограф-энциклопедист.
Родился в Корнуолле, на юго-западе Англии. Автор множества работ. Видный деятель официально не оформленной, но влиятельной сети квакеров-бизнесменов, занимавшихся филантропической деятельностью, что было характерной чертой викторианской Англии. Основал в Глостере типографию «Джон Беллоуз», которая при его сыне и потомках оставалась важной частью коммерческого пейзажа Глостера до 1967 года.

## Жизнь

### Ранние годы
Джон Беллоуз родился в Лискарде, небольшом, но важном для региональной торговли городке в Корнуолле. В 1838 году его до тех пор методистская семья присоединилась к обществу квакеров, а в 1841 году деятельный отец Джона, Уильям Лэм Беллоуз, основывает школу в Камборне, в другой части графства, и переезжает туда с семьей. Отец Джона был эрудированным человеком, ученым-библеистом, свободно владел ивритом и «страстно увлекался природой». Джон Беллоуз и его младший брат Эбенезер (1833—1902) почерпнули большую часть своих знаний от отца, в качестве учащихся его школы, так в долгих совместных загородных прогулках.

### Издатель
В 1845 году Джон Беллоуз стал учеником камбурнского печатника Ллевеллина Ньютона, который также содержал библиотеку. Джона Беллоуза часто отправляли с долгими поручениями, и он совершенствовал мастерство чтения на ходу, читая книги, которые его работодатель был рад ему одолжить. Беллоуз превратился в заядлого читателя. По завершении обучения он устроился на работу в лондонскую типографию «Харрисонс», которую называли «Печатниками королевы», но в Лондоне он заболел, и через шесть месяцев ему пришлось вернуться в Корнуолл на лечение. В 1851 году он устроился на работу в небольшую типографию в Глостере, расположенную в низменной части города. В течение нескольких дней он был заперт в печатных мастерских из-за серьёзного наводнения, случившегося в Глостере в 1852 году. Позже он вспоминал находчивые способы передачи хлеба по импровизированной системе доставки, включающие просовывание длинной ручки метлы в окно верхнего этажа типографии, в которой находился он, и далее в верхнее окно соседнего дома, где у обитателей кончилась еда. Также в 1850-х годах в Глостере он начал более вдумчиво подходить к своей унаследованной квакерской вере. Благодаря этому он бросил курить, решив, что «если он спасает свою душу, то более не должен быть рабом какой-либо привычки».

### Предприниматель и ученый
В 1858 году его работодатель продал свой полиграфический бизнес. Преодолев некоторые затруднения, Джон Беллоуз основал в Глостере свою собственную типографию, на более возвышенном месте, около «Коммерческой дороги». Он вложил значительные средства в современные машины и оборудование. Между тем, в том же 1858 году его отец закончил свою карьеру в основанной им школе и переехал в Глостер. Здесь Джон и его родители стали жить в комнатах над недавно созданной типографией. Дела шли успешно, предприятие расширялось. В 1863 году оно переехало на Вестгейт-стрит, а затем, в 1873 году, в помещение, которое занимало до 1967 года.
Беллоуз явно унаследовал интеллектуальную энергию своего отца, проявившуюся в особом интересе к филологии. Поскольку в 1860-х годах его бизнес процветал, он вступил в научную переписку с современниками интеллектуалами, в том числе филологом Максом Мюллером, в честь которого Беллоуз позднее назовет своего старшего сына Максом. Он также вел переписку с энциклопедистом Оливером Уэнделлом Холмсом, их отношения продолжались двадцать пять лет. Беллоуз также нашёл время для освоения французского языка: другим его корреспондентом был племянник императора Франции, Луи Люсьен Бонапарт.

### Путешественник: рыночные возможности для лексикографа
Джон Беллоуз был увлеченным путешественником. В 1861 году его младший брат Эбенезер поселился в Брюсселе, и Джон часто, по меркам того времени, навещал его. В 1863 году, раздавая Библии в доках в Глостере, он встретил дочь капитана норвежского корабля, с которой позже обручился. Его невеста умерла до того, как они смогли пожениться. Во время одной из своих поездок за границу он остро осознал пробел на рынке словарей, достаточно маленьких, чтобы путешественники могли их носить с собой. Сначала у него возникла идея создать карманный словарь норвежского языка, но вскоре он пришёл к выводу, что рыночный спрос на такую книжку будет очень небольшим. Однако он был настойчив, и успех пришёл, когда получилось достать количество высокопрочной и легкой бумаги от шотландской фирмы, которая намеревалась поставлять банкноты конфедеративной стороне в ходе гражданской войны в США. Однако порты южан были заблокированы федеральным флотом, что сделало невозможным доставку банкнот. Таким образом, у фирмы в Глазго осталась более качественная бумага, чем она могла бы использовать.
Во второй половине 1860-х годов Беллоуз при активном участии Макса Мюллера составил и опубликовал несколько карманных словарей:
- Краткий словарь для миссионеров, исследователей и изучающих язык (1867).
- Английский краткий словарь китайского, японского и других языков (1868).
- Tous les Verbes, французский и английский (1869).

В ноябре 1870 года он отправился во французский Мец, где квакеры оказывали помощь выжившим гражданским жертвам Франко-прусской войны. Цели миссии, которая получила «всевозможную помощь от [оккупационных] германских властей», красноречиво изложены в документе, который имел при себе каждый её член. Его текст был изложен на английском, немецком и французском языках. В регионе свирепствовали болезни, и в последний день своего пребывания в Меце Беллоуз присутствовал на похоронах одного из сотрудников миссии, скончавшегося от оспы.
К 1870 году стало ясно, что Беллоуз планирует ещё один, гораздо более амбициозный проект. Посвятив около пяти лет изучению французского языка с нуля, он задумался над созданием «Карманного франко-английского словаря». Возможно, он использовал свою поездку в Лотарингию, продлившуюся несколько недель, чтобы обеспечить практический вклад в проект от своих друзей, чьим родным языком был французский. «Карманный французский словарь» Беллоуза, появившийся в 1872 или 1873 году, был посвящен Люсьену Бонапарту, который также внес большой вклад в его подготовку. Отпечатанный на высококачественной тонкой бумаге, словарь имел размеры 3 на 5 дюймов и содержал 340000 французских и английских слов. Было напечатано 6000 экземпляров его первого издания, и весь тираж был распродан в течение года. В 1876 году появилось расширенное издание. В 1911 году, через несколько лет после смерти Джона Беллоуза, издательство, которым уже управлял его сын Уильям, смогло при содействии нового поколения франкоязычных друзей выпустить обновленное и расширенное издание словаря.

## Человек разносторонних взглядов
Ещё одним направлением его интересов была археология. Беллоуза особенно интересовали археологические экспедиции в Палестину, о которых в 1870-х годах часто появлялись заголовки в газетах. Как-то раз он заказал новый огромный паровой пресс, что потребовало расширить помещения в его доме. В 1872—1973 годах во время земляных работ по созданию фундамента пристройки он стал участником открытия большой части городских стен Глостера римского периода. Об этом открытии он написал для публикации в «Бристольское и Глостерское археологическое общество». В 1892 году Беллоуз был избран членом Американского антикварного общества.
Джон Беллоуз сохранял привычку путешествовать всю свою жизнь. Его полиграфический бизнес процветал, и в период между 1873 и 1902 годами он вместе с небольшими группами единоверцев имел возможность посетить Францию, Россию, Болгарию, Турцию, Канаду и Соединённые Штаты Америки. Заявленной целью этих поездок было продвижение идей и деятельности Религиозного общества Друзей (официальное название квакеров). Он смог встретиться с Оливером Уэнделлом Холмсом, с которым до этого его дружеские отношения поддерживались только посредством переписки. Во время двух поездок в Россию он завязал длительную дружбу со Львом Толстым, с которым Беллоуз поддерживал контакты до конца жизни. Последняя его зарубежная поездка состоялась в 1901 году, он в том числе посетил Новую Англию. В июне того же года в Гарвардском университете он смог лично получить почетную степень магистра.
В январе 1869 года Джон Беллоуз женился на Элизабет Эрншоу из Ланкашира. Её отец был хирургом. Они познакомились через Хью Эрншоу, друга Джона и брата Элизабет, который работал инспектором фабрики в районе Глостера. В браке у них родилось десять детей.
С возрастом Джон Беллоуз все более серьёзно относился к вере. Кроме отказа от курения он регулярно участвовал в основном не особо афишировавшихся благотворительных проектах, как в Глостере, так и за его пределами. Его отличала глубокая приверженность пацифизму. Он стал полным трезвенником, а с 1890 года — вегетарианцем.

## Джон Беллоуз о пацифизме
«Я искренне признаюсь, что не знаю, как ответить на твой вопрос о том, что бы я сделал, если бы моя жена и ребёнок жили в Саарбрюке, а французы собирались бы прийти и разбомбить город. Я мысленно в мгновение пересекаю черту аргументов, которые напрашиваются сами собой, и оказываюсь на другой стороне этой линии — откуда ведется огонь по французам. Но по каким французам? Тем, кто атаковал Саарбрюк, или другим, которые не имеют к этому никакого отношения? Люди повсеместно называют войну справедливой, но беда в том, что лишь эта повсеместность и мешает нам видеть, что в ней нет никакой справедливости.
В чём, например, справедливость убийства в Страсбурге ребёнка, который никогда не слышал о Саарбрюке? Я должен был бы с сожалением посмотреть всю свою предшествующую жизнь, если бы она привела меня к совершению такого поступка. Единственный способ получить действительно справедливое представление о таких случаях — примерить их на себя. Я бы представил это следующим образом. — Мой дом подвергся нападению негодяя, который „предпринял все возможное“, чтобы убить мою жену и ребёнка. Я отбил нападение. Он убегает в свой собственный дом и запирается там. Я говорю, что не позволю этому человеку нападать на меня снова и сожгу дотла его дом. Поэтому я поджигаю его дом. Сам он может быть ранен, а может и нет, мне все равно; но у него есть маленький ребёнок, такой же невинный, как и мой. Я вижу это маленькое создание, которое мучается из-за сыплющихся на него камней, и это результат моих действий. Я бы вернулся домой с ощущением, которое никогда не покидало бы меня, ни днем, ни ночью, что, если действительно существует Отец небесный, которому все люди на свете одинаково дороги, не имея в виду их преднамеренные действия, Он будет смотреть на меня свыше, как на исполнителя очень жестокого поступка, и никакая моя мольба, которую я бы исторг, чтобы защитить своих собственных жену и ребёнка, не изменила бы этого. Я не придираюсь к отдельным немцам за их поступки, я очень далек от этого. Я должен был бы ненавидеть себя, если бы попытался разжечь любое горькое чувство по отношению к этим беднягам, потому что я испытываю сочувствие к их судьбе, которое очень часто, когда я в одиночестве, проявляется в слезах. Они смелые, как люди из стали. Но никто, кто действительно знает их, не может сказать, насколько велики их страдания, вызванные тем, что им слишком часто приходится покидать свои дома, чтобы никогда больше не вернуться в них.
Когда так поступает молодой человек, он скорее действует как проводник ответной силы — чувствуя волнение, новизну, надежду на возвращение в образе героя. У человека среднего возраста или постарше это совсем не так. Я никогда не забуду ту сильную печаль, которую видел на лицах некоторых из них. Это преследует меня и лишает возможности смотреть на войну с политической точки зрения.
Трудно поверить в то, что из таких океанов страданий и зла может возникнуть хоть какое-то добро. Но если и может, то у него дорогая цена. Слишком дорого оно куплено — ценой многих тысяч домов, пребывающих в скорби, многих миллионов слез, которые долгие годы будут литься в каждом уголке Германии и Франции».
… из письма профессору Максу Мюллеру (в Оксфорд, датировано 21 февраля 1871 г.)